# Desima
Desima (šp. décima), u španskoj poeziji, predstavlja strofu od deset stihova. Njen tvorac je Visente Espinel, španski pesnik XVI veka i po njemu se takođe naziva i desima espinela (šp. décima espinela). Klasična desima se sastoji od osmeraca, grupisanih u dve redondilje obrgljene rime i dva stiha koja povezuju dve redondilje ponavljajući poslednju rimu prve redondilje i prvu rimu druge redondilje. Prema tome, klasična metrička šema desime je sledeća: abba ac cddc.
U ovoj strofi, tema se najčešće izlaže u prva četiri stiha. Posle pauze nakon četvrtog stiha, u ostatku strofe se dovršava misao. Po savršenstvu forme ova strofa je bila poređena sa sonetom.
{{citat|
-{Suele decirme la gente
que en parte sabe mi mal
que la causa principal,
se me ve escrita en la frente;
y aunque hago de valiente,
luego mi lengua desliza
por lo que dora y matiza;
que lo que el pecho no gasta
ningún disimulo basta
a cubrirlo con ceniza.}-|Visente Espinel}}
Od svog nastanka, izuzetno je popularna pesnička forma i koristi se u najrazličitije svrhe. U španskom baroku je rasprostanjena upotreba u pozorišnim delima. Lope de Vega u svojoj Novoj veštini pisanja komedija govori da su desime odgovarajuće za tužbalice, mada ih je sam koristio  i za izražavanje bilo koje druge teme. Poznate su desime u delu Život je san Kalderona de la Barke.
{{citat|
-{Yo sueño que estoy aquí	
destas prisiones cargado,	
y soñé que en otro estado	
más lisonjero me vi.	
¿Qué es la vida? Un frenesí.	
¿Qué es la vida? Una ilusión,	
una sombra, una ficción,	
y el mayor bien es pequeño;	
que toda la vida es sueño,	
y los sueños, sueños son.}-|Kalderon de la Barka}}

U modernizmu, ovu formu često koristi Ruben Dario, kao i neki pesnici Generacije 27, kao što su Horhe Giljen i Herardo Diego. Za njih je karakteristično da često menjaju broj slogova u stihovima, tako da nailazimo na desime pisane u stihovima od tri, četiri, šest, sedam, devet, deset, jedanaest i više slogova.
{{citat|
-{Tengo muchos amigos.
Dispersas manchas claras.	
Juanes, Josés, Rodrigos,	
sonrientes las caras,	
Persisten: fondo amable	
Para que no se' hable	
de soledad vacía	
no hay motivo de pena	
Si el vivir se nos llena	
de leve compañía.}-|Horhe Giljen}}